# Governació de Kébili
La governació o wilaya de Kébili (àrab: ولاية قبلي, wilāyat Qbilī) és una divisió administrativa de primer nivell de Tunísia, situada al sud-oest del país. Limita amb les governacions de Gafsa, Tozeur, Gabès, Médenine i Tataouine i amb la frontera algeriana. La capital és la ciutat de Kébili. Forma la part sud del predesert i el començament del desert. Bona part del llac salat de Chott El Djerid es troba al seu territori.
Té una superfície de 22.084 km² i una població de 147.800 habitants l'any 2008 (144.000 l'any 2005).

## Economia
La major part de la seva població es dedica a l'agricultura (més d'un terç) i els serveis (un 24%). L'agricultura està basada en l'explotació de les palmeres (amb una forta producció de dàtils d'unes 65.000 tones l'any, principalment de la varietat Deglet Nour) i els serveis, en el turisme.
L'aigua subterrània hi és abundosa i permet la recuperació de zones agrícoles i la rehabilitació d'oasis.
Per tal de desenvolupar el turisme es va establir un festival anual a Douz (vila coneguda com «la porta del desert»).
La indústria es limita gairebé al tractament dels dàtils o alguns altres productes agrícoles. Disposa de quatre zones industrials: Carretera de Kebili a Tozeur, Zona industrial de la Regió, Souk Lahad i Douz.

## Organització administrativa
La governació fou creada el setembre del 1981 per segregació de la governació de Gabès.
El seu codi geogràfic és 63 (ISO 3166-2:TN-12).

### Delegacions
Està dividida en set delegacions o mutamadiyyes i 43 sectors o imades:
- Kébili Sud (63 51)
  - Kébili Sud (63 51 51)
  - Bazma (63 51 52)
  - Jemna Nord (63 51 53)
  - Jemna Sud (63 51 54)
  - Bechelli (63 51 55)
  - Jersine (63 51 56)
  - El Blidete (63 51 57)
  - Beni Mehemed (63 51 58)
  - Janoura (63 51 59)
- Kébili Nord (63 52)
  - Kébili Nord (63 52 51)
  - El Mansoura (63 52 52)
  - Errabta (63 52 53)
  - Tonbar (63 52 54)
  - Limagues Estiffimia (63 52 55)
  - Telmine (63 52 56)
  - Tenbib (63 52 57)
  - Saïdane (63 52 58)
  - El Gattaya (63 52 59)
  - Kébili Est (63 52 60)
- Souk El Ahed (63 53)
  - El Menchia (63 53 51)
  - Bou Abdellah (63 53 52)
  - Oum Essoumâa (63 53 53)
  - Ezzaouaïa (63 53 54)
  - Bèchri (63 53 55)
  - Fatnassa (63 53 56)
  - Negga (63 53 57)
- Douz Nord (63 54)
  - Douz Est (63 54 51)
  - El Golâa (63 54 52)
  - El Aouina Nord (63 55 53)
  - El Aouina Sud (63 54 54)
  - El Abadla (63 54 55)
- Douz Sud (63 55)
  - Douz Ouest (63 55 51)
  - El Adhara (63 55 52)
  - Ghelissia (63 55 53)
  - Nouil Nord (63 55 54)
  - Nouil Sud (63 55 55)
- Faouar (63 56)
  - Sabria Ouest (63 56 51)
  - Sabria Est (63 56 52)
  - Gharib (63 56 53)
  - Gueïdma (63 56 54)
  - Bechni-Eddorjine (63 56 57)
- Rejim Mâatoug
  - Rejim Mâatoug
  - El Matrouha

### Municipalitats
Està dividida en nou municipalitats o baladiyyes:
- Kébili (63 11)
- Jemna (63 12)
- Douz (63 13)
- El Golâa (63 14)
- Souk El Ahad (63 15)
- Faouar (63 16)
- Rejim Maatoug (63 17)
- Bechelli-Jersine-El Blidete (63 18)
- Bèchri-Fatnassa (63 19)